# Motion in the Ocean
Motion in the Ocean è il terzo album in studio del gruppo pop rock inglese McFly, pubblicato nel 2006.

## Tracce
Edizione standard
1. We Are the Young – 3:54
2. Star Girl – 3:28
3. Please, Please – 3:09
4. Sorry's Not Good Enough – 4:27
5. Bubble Wrap – 5:12
6. Transylvania – 4:10
7. Lonely – 3:52
8. Little Joanna – 3:56
9. Friday Night – 3:22
10. Walk in the Sun – 4:35
11. Home Is Where the Heart Is – 4:31